# Frank Wedekind
Frank Wedekind, all'anagrafe Benjamin Franklin Wedekind (Hannover, 24 luglio 1864 – Monaco di Baviera, 9 marzo 1918), è stato un drammaturgo, attore teatrale, poeta, paroliere e scrittore tedesco.

## Biografia
Nato ad Hannover al ritorno dei genitori dagli Stati Uniti d'America, Wedekind (discendente dal ceppo familiare Wedekind zur Horst) crebbe a partire dal 1872 a Lenzburg, in canton Argovia (Svizzera), dove il padre Friedrich Wilhelm, ginecologo in pensione, era emigrato come dissidente politico dopo la fondazione dell'impero prussiano-tedesco. Già dopo il fallimento della rivoluzione del 1848 il medico era espatriato a San Francisco, dove aveva sposato Emilie Kammerer (figlia dell'inventore dei fiammiferi al fosforo e dissidente politico anch'esso Friedrich Kammerer).
Wedekind ebbe cinque fratelli: Armin Francis (* 1863, medico e consigliere comunale a Zurigo), William Lincoln (* 1866, possidente e console svizzero a Johannesburg), Frida Marianne Erika (* 1868), Donald Lenzelin (* 1871), Emilie Richenza (* 1876). Parimenti scrittore fu il fratello Donald, mentre la sorella Erika fu all'epoca una nota cantante d'opera. Dall'autunno 1872 Frank frequentò la scuola di Lenzburg, per passare nel 1879 alla scuola cantonale di Aarau. Qui fondò la società poetica Senatus Poeticus assieme a W. Laué, A. Vögtlin e O. Schibler. A questo periodo risale l'epos per bambini Der Hänseken, scritto per la sorella minore Emilie e accompagnato dai disegni del fratello Armin.
Al termine degli studi, lo scrittore si trasferì verso la fine del 1884 a Monaco di Baviera, entrando in contatto con il circolo della Münchner Moderne gravitante attorno a Michael Georg Conrad. Interrotti gli studi di giurisprudenza, a Zurigo, prima di lavorare come versificatore per la ditta Maggi, nel 1887 frequentò il circolo naturalista dei fratelli Gerhart e Carl Hauptmann; cosicché, quando nel 1892 - dopo aver pubblicato il primo capolavoro teatrale Risveglio di primavera - andò a Parigi, dove rimase fino al 1895, Wedekind intese staccarsi con forza dalla corrente naturalista, allora dominante la letteratura tedesca. Nella capitale francese si immerse nel sottobosco umano di varietà, circhi, prostitute e ballerine, scrivendo le prime canzoni, balletti e drammi, ed elaborando la tragedia Lulù. Di questi anni è anche la relazione con Frida, moglie di August Strindberg, da cui nacque un figlio (Friedrich Strindberg).
Tornato a Monaco fondò con Albert Langen e altri la rivista satirica Simplicissimus nel 1896: tra le liriche che egli vi pubblicò sotto vari pseudonimi, una dedicata al viaggio in Palestina dell'imperatore Guglielmo II gli costò sette mesi di carcere per lesa maestà, nel 1899. Quest'episodio contribuì fortemente alla sua fama di antiborghese e di anticonformista. Dopo anni di profonda miseria economica, tra il 1900 e il 1904 Wedekind si esibì come chansonnier alla chitarra nel nascente cabaret tedesco, di cui fu un grande modello e tra i maggiori ispiratori. Musicista consapevolmente approssimativo, nel corso della propria vita scrisse circa un centinaio di sue canzoni, di cui due terzi su melodie proprie.
Ostracizzato per la provocatorietà estrema e l'anticonvenzionalità stilistica dei propri drammi, raggiunse finalmente il successo nel 1906, grazie ad un famoso allestimento di Risveglio di primavera ad opera del regista Max Reinhardt. Da questo momento, benché colpito a più riprese dalla censura, Wedekind divenne probabilmente il principale punto di riferimento per l'avanguardia monacense e tedesca fino alla prima guerra mondiale.
Sempre nel 1906 sposò l'attrice Tilly Newes da cui ebbe due figlie, Pamela e Kadidja. L'ultimo decennio di vita fu caratterizzato dall'intensa attività come attore per la promozione dei propri drammi, secondo uno stile interpretativo che - stando alle testimonianze - si contrapponeva espressivamente ai contenuti. 
Wedekind morì improvvisamente nel 1918, pochi mesi prima della fine della prima guerra mondiale, che aveva avversato a fianco di altri intellettuali dissidenti (socialisti e anarchici).

## Opere
- Kinder und Narren, dramma (1890; 1. ed. 1891; titolo successivo: Die junge Welt)
- Frühlings Erwachen (Risveglio di primavera), dramma (1891)
- Der Liebestrank (L'elisir d'amore), dramma (1891; 1. ed. 1899; titolo successivo: Fritz Schwigerling)
- Erdgeist (Lo spirito della terra), dramma (1896)
- Die Fürstin Russalka, poesie-racconti-pantomime (1897)
- Der Kammersänger (Il cantante di camera), atto unico (1897; 1. ed. 1899)
- Marquis von Keith (Il marchese di Keith), dramma (1901)
- So ist das Leben (Così è la vita), dramma (1902)
- Mine-Haha oder Über die körperliche Erziehung der jungen Mädchen (Mine-Haha ovvero Dell'educazione fisica delle fanciulle), frammento narrativo (1903)
- Die Büchse der Pandora (Il vaso di Pandora), dramma (1904)
- Hidalla oder Sein und Haben (Hidalla), dramma (1904; titolo successivo: Karl Hetmann, der Zwergriese)
- Totentanz (Danza macabra), dramma (1905; titolo successivo: Tod und Teufel)
- Die vier Jahreszeiten (Le quattro stagioni), poesie (1905)
- Musik (Musica), dramma (1907)
- Die Zensur (La censura), dramma (1907/08)
- Oaha, dramma (1908; titolo successivo: Till Eulenspiegel)
- Der Stein der Weisen, atto unico (1909)
- Franziska, dramma (1911)
- Simson oder Scham und Eifersucht, poesia drammatica (1913)
- Bismarck, dramma (1914/15)
- Überfürchtenichts, dramma (1915/16)
- Herakles, poesia drammatica (1916/17)
- Lautenlieder canzoni (postume, 1920)

### Opere tradotte in italiano
- Frank Wedekind, Risveglio di primavera, trad. it. di Felice Filippini, Rizzoli, Milano, 1955
- Frank Wedekind, Il cantante di corte, Analogon, Asti, 2015
- Frank Wedekind, Fuochi d'artificio, Iacobellieditore, Roma, 2011
- Frank Wedekind, Risveglio di primavera, Il Nuovo Melangolo, Genova, 2007
- Frank Wedekind, Mine-Haha ovvero Dell'educazione fisica delle fanciulle, Adelphi, Milano 2005
- Frank Wedekind, Il cantante di camera, Liberilibri, Macerata, 1992
- Frank Wedekind, Lulù-Lo spirito della terra-Il vaso di Pandora, Adelphi, Milano 1972
- Frank Wedekind, Musik/ Franziska, De Donato, Bari, 1980
- Frank Wedekind, Hidalla, Studio Tesi, Pordenone, 1992
- Frank Wedekind, Il marchese di Keith, trad. it. di Umberto Barbaro, Formica, Torino, 1930
- Frank Wedekind, Lulù, Barbès, Firenze, 2010
- Frank Wedekind, La morte e il diavolo/ La censura, Rosa e Ballo, Milano, 1944